# Tango in the Night
Albums de Fleetwood Mac
Mirage
(1982) Behind the Mask
(1990)
Singles
1. Big Love
Sortie : mars 1987
2. Seven Wonders
Sortie : juin 1987
3. Little Lies
Sortie : septembre 1987
4. Everywhere
Sortie : novembre 1987
5. Family Man
Sortie : décembre 1987
6. Isn't It Midnight
Sortie : juin 1988

Tango in the Night est le quatorzième album studio du groupe de rock anglo-américain, Fleetwood Mac. Il est sorti le 
13 avril 1987 sur le label Warner Bros. et a été produit par Lindsey Buckingham et Richard Dasuht.

## Historique
Cet album fut enregistré sur une longue période de dix-huit mois comprise entre 1985 et 1987. L'enregistrement se déroula aux studios Rumbo Recorders de Canoga Park et dans la résidence de Lindsey Buckingham. L'enregistrement fut particulièrement pénible pour Stevie Nicks qui sortait d'un séjour à la clinique Betty Ford où elle fut traitée pour sa dépendance à la cocaïne. Malheureusement, son psychiatre lui prescrivit un tranquillisant, la Klonopine, qui la déstabilisera considérablement, au point qu'elle n'eut plus l'envie ni la joie de chanter. Ses prises de son (principalement des chœurs) eurent lieu dans la chambre à coucher de Lindsey Buckhingham, ce qui la mit mal à l'aise et elle eut recours à plusieurs shots de Brandy avant de chanter. Lindsey ne garda pas ces enregistrements, Stevie avouera elle-même qu'ils étaient probablement mauvais. Elle ne participa qu'à trois chansons sur l'album dont Welcome to the Room...Sara qu'elle écrivit pendant sa désintoxication. 
Le guitariste/chanteur Lindsey Buckingham quitte le groupe peu après sa sortie. Il sera remplacé par Rick Vito et Billy Burnette pour la tournée de promotion de l'album. les deux musiciens resteront par la suite, comme membres à part entière. Cet album est à ce-jour le dernier enregistrement en studio de la formation du groupe qui eut le plus de succès, à savoir, Mick Fleetwood, John McVie, Christine McVie, Stevie Nicks et Lindsey Buckingham. Les cinq artistes se retrouveront néanmoins pour des performances en public.
Cet album se classa à la 7e place du Billboard 200 aux États-Unis où il sera certifié triple disque de platine pour plus de trois millions d'exemplaires vendus ; il se classa sur la plus haute marche du podium en Suède et en Grande-Bretagne où là, il dépasse les deux millions d'exemplaires écoulés. Il atteindra le Top 10 dans de nombreux autres pays (Allemagne, Canada, Nouvelle-Zélande, etc.). En France, il se classa à une plus modeste 25e place.

## Liste des titres

### Album original
Face 1
| No | Titre              | Auteur                      | Chant     | Durée |
| -- | ------------------ | --------------------------- | --------- | ----- |
| 1. | Big Love           | Lindsey Buckingham          | Lindsey   | 3:37  |
| 2. | Seven Wonders      | Stevie Nicks, Sandy Stewart | Stevie    | 3:38  |
| 3. | Everywhere         | Christine McVie             | Christine | 3:41  |
| 4. | Caroline           | Buckingham                  | Lindsey   | 3:50  |
| 5. | Tango in the Night | Buckingham                  | Lindsey   | 3:56  |
| 6. | Mystified          | C. McVie, Buckingham        | Christine | 3:06  |

Face 2
| No  | Titre                      | Auteur                        | Chant            | Durée |
| --- | -------------------------- | ----------------------------- | ---------------- | ----- |
| 7.  | Little Lies                | C.McVie, Eddie Quintela       | Christine        | 3:38  |
| 8.  | Family Man                 | Buckingham, Richard Dashut    | Lindsey          | 4:01  |
| 9.  | Welcome to the Room...Sara | Nicks                         | Stevie           | 3:37  |
| 10. | Isn't It Midnight          | C.McVie, Quintela, Buckingham | Christine        | 4:06  |
| 11. | When I See You Again       | Nicks                         | Stevie & Lindsey | 3:47  |
| 12. | You and I, Part II         | C.McVie, Buckingham           | Lindsey          | 2:40  |

### Réédition Deluxe 2017
Disque 1 - Album original, 2017 Remaster
| No  | Titre                      | Auteur                        | Chant            | Durée |
| --- | -------------------------- | ----------------------------- | ---------------- | ----- |
| 1.  | Big Love                   | Lindsey Buckingham            | Lindsey          | 3:37  |
| 2.  | Seven Wonders              | Stevie Nicks, Sandy Stewart   | Stevie           | 3:38  |
| 3.  | Everywhere                 | Christine McVie               | Christine        | 3:41  |
| 4.  | Caroline                   | Buckingham                    | Lindsey          | 3:50  |
| 5.  | Tango in the Night         | Buckingham                    | Lindsey          | 3:56  |
| 6.  | Mystified                  | C. McVie, Buckingham          | Christine        | 3:06  |
| 7.  | Little Lies                | C.McVie, Eddie Quintela       | Christine        | 3:38  |
| 8.  | Family Man                 | Buckingham, Richard Dashut    | Lindsey          | 4:01  |
| 9.  | Welcome to the Room...Sara | Nicks                         | Stevie           | 3:37  |
| 10. | Isn't It Midnight          | C.McVie, Quintela, Buckingham | Christine        | 4:06  |
| 11. | When I See You Again       | Nicks                         | Stevie & Lindsey | 3:47  |
| 12. | You and I, Part II         | C.McVie, Buckingham           | Lindsey          | 2:40  |

Disque 2 - Demos, Alternate, B-Sides
| No  | Titre                                             | Auteur                        | Chant        | Durée |
| --- | ------------------------------------------------- | ----------------------------- | ------------ | ----- |
| 1.  | Down Endless Street (face-B du single Family Man) | Buckingham                    | Lindsey      | 4:29  |
| 2.  | Special Kind of Love (Démo)                       | Buckingham                    | Lindsey      | 2:53  |
| 3.  | Seven Wonders (Early version)                     | Nicks                         | Stevie       | 4:34  |
| 4.  | Tango In the Night (démo)                         | Buckingham                    | Lindsey      | 4:42  |
| 5.  | Mystified (Alternate version)                     | C.McVie, Buckingham           | Christine    | 3:28  |
| 6.  | Book of Miracles                                  | Nicks, Buckingham             | Instrumental | 4:32  |
| 7.  | Where We Belong (Démo)                            | C.McVie, Buckingham           | Lindsey      | 2:53  |
| 8.  | Ricky                                             | C.McVie, Buckingham           | Christine    | 4:27  |
| 9.  | Juliet (Run-through)                              | Nicks                         | Stevie       | 5:04  |
| 10. | Isn't It Midnight (Alternate mix)                 | C.McVie, Quintela, Buckingham | Christine    | 3:39  |
| 11. | Ooh My Love (Démo)                                | Nicks, Buckingham             | Stevie       | 3:51  |
| 12. | Mystified (Instrumental démo)                     | C.McVie, Buckingham           | Instrumental | 3:18  |
| 13. | You and I, Part I &II (Full version)              | C.McVie, Buckingham           | Lindsey      | 6:28  |

## Musiciens
- Selon le livret accompagnant l'album :
- Stevie Nicks : chant
- Lindsey Buckingham : guitares, basse, psaltérion, claviers, Fairlight CMI, synthétiseurs, programmation de la batterie, percussions, chant
- Christine McVie : claviers, chant
- John McVie : basse
- Mick Fleetwood : batterie, percussions

## Charts et certifications
| Pays             | Durée du classement | Meilleur classement |
| ---------------- | ------------------- | ------------------- |
| Allemagne        | 77 semaines         | 2e                  |
| Autriche         | 2 semaines          | 23e                 |
| Canada           | 45 semaines         | 6e                  |
| États-Unis       | 58 semaines         | 7e                  |
| France           | 6 semaines          | 25e                 |
| Norvège          | 9 semaines          | 10e                 |
| Nouvelle-Zélande | 48 semaines         | 9e                  |
| Pays-Bas         | 87 semaines         | 2e                  |
| Royaume-Uni      | 121 semaines        | 1er                 |
| Suède            | 22 semaines         | 1er                 |
| Suisse           | 22 semaines         | 7e                  |

| Pays             | Certification | Ventes      | Date       |
| ---------------- | ------------- | ----------- | ---------- |
| Allemagne        | 2 × Platine   | 1 000 000 + | 1995       |
| Canada           | 5 × Platine   | 500 000+    | 26/02/1988 |
| États-Unis       | 3 × Platine   | 3 000 000 + | 03/10/2000 |
| Nouvelle-Zélande | Platine       | 15 000 +    | 22/11/1987 |
| Royaume-Uni      | 8 × Platine   | 2 400 000 + | 12/11/2004 |
| Suisse           | Platine       | 50 000 +    | 1992       |

### Charts singles
Big Love
| Date | Chart                  | Durée du classement | Position |
| ---- | ---------------------- | ------------------- | -------- |
| 1987 | Hot 100                | 16 semaines         | 5e       |
| 1987 | Mainstream Rock Tracks | 10 semaines         | 2e       |
| 1987 | Adult Contemporary     | 8 semaines          | 23e      |
| 1987 | Single Top 100         | 13 semaines         | 17e      |
| 1987 | (V) Ultratop           | 9 semaines          | 8e       |
| 1987 | RPM Top Singles        | 20 semaines         | 12e      |
| 1987 | Top 100                | 5 semaines          | 67e      |
| 1987 | RMNZ Singles Top40     | 9 semaines          | 29e      |
| 1987 | Mega Top 50            | 15 semaines         | 8e       |
| 1987 | UK Singles Chart       | 12 semaines         | 9e       |
| 1987 | Sverigetopplistan      | 3 semaines          | 14e      |

Seven Wonders
| Date | Chart                  | Durée du classement | Position |
| ---- | ---------------------- | ------------------- | -------- |
| 1987 | Hot 100                | 13 semaines         | 19e      |
| 1987 | Mainstream Rock Tracks | 16 semaines         | 2e       |
| 1987 | Adult Contemporary     | 13 semaines         | 13e      |
| 1987 | Single Top 100         | 9 semaines          | 47e      |
| 1987 | (V) Ultratop           | 4 semaines          | 27e      |
| 1987 | RPM Top Singles        | 17 semaines         | 17e      |
| 1987 | RMNZ Singles Top40     | 1 semaine           | 49e      |
| 1987 | Mega Top 50            | 9 semaines          | 28e      |
| 1987 | UK Singles Chart       | 4 semaines          | 56e      |

Little Lies
| Date | Chart                  | Durée du classement | Position |
| ---- | ---------------------- | ------------------- | -------- |
| 1987 | Hot 100                | 21 semaines         | 4e       |
| 1987 | Mainstream Rock Tracks | 11 semaines         | 14e      |
| 1987 | Adult Contemporary     | 22 semaines         | 1er      |
| 1987 | Single Top 100         | 16 semaines         | 3e       |
| 1987 | Ö3 Austria Top 40      | 4 semaines          | 21e      |
| 1987 | (V) Ultratop           | 7 semaines          | 14e      |
| 1987 | RPM Top Singles        | 17 semaines         | 13e      |
| 1987 | Top 100                | 8 semaines          | 81e      |
| 1987 | RMNZ Singles Top40     | 15 semaines         | 9e       |
| 1987 | Mega Top 50            | 17 semaines         | 10e      |
| 1987 | UK Singles Chart       | 14 semaines         | 5e       |
| 1987 | Schweizer Hitparade    | 12 semaines         | 3e       |

Family Man
| Date | Chart              | Durée du classement | Position |
| ---- | ------------------ | ------------------- | -------- |
| 1988 | Hot 100            | 4 semaines          | 90e      |
| 1988 | Adult Contemporary | 7 semaines          | 23e      |
| 1988 | Single Top 100     | 8 semaines          | 29e      |
| 1988 | (V) Ultratop       | 2 semaines          | 30e      |
| 1988 | Top 100            | 2 semaines          | 81e      |
| 1988 | Mega Top 50        | 9 semaines          | 23e      |
| 1988 | UK Singles Chart   | 6 semaines          | 54e      |

Everywhere
| Date | Chart                  | Durée du classement | Position |
| ---- | ---------------------- | ------------------- | -------- |
| 1988 | Hot 100                | 18 semaines         | 14e      |
| 1988 | Adult Contemporary     | 20 semaines         | 1er      |
| 1988 | Mainstream Rock Tracks | 11 semaines         | 22e      |
| 1988 | (V) Ultratop           | 14 semaines         | 1er      |
| 1988 | RPM Top Singles        | 12 semaines         | 29e      |
| 1988 | RMNZ Singles Top40     | 2 semaines          | 43e      |
| 1988 | Mega Top 50            | 21 semaines         | 4e       |
| 1988 | UK Singles Chart       | 16 semaines         | 4e       |

Isn't It Midnight
| Date | Chart                  | Durée du classement | Position |
| ---- | ---------------------- | ------------------- | -------- |
| 1988 | Mainstream Rock Tracks | 17 semaines         | 14e      |
| 1988 | (V) Ultratop           | 2 semaines          | 35e      |
| 1988 | Mega Top 50            | 9 semaines          | 32e      |
| 1988 | UK Singles Chart       | 2 semaines          | 60e      |